# Selargius
Selargius (Ceraxius, ufficiale, o anche nella forma Ceraxus, in sardo) è un comune italiano di 28 288 abitanti della città metropolitana di Cagliari, situato nella parte meridionale della Sardegna e conurbato col capoluogo.

## Origini del nome
Il toponimo deriva dal latino cellarium ossia un "deposito di prodotti agricoli". Nell'Alto Medioevo era detta anche Kellarios.

## Storia
È attestato che la zona di Selargius era fortemente popolata già nel periodo pre-nuragico, come testimonia il villaggio eneolitico di Su Coddu di cultura di San Michele di Ozieri e Sub-Ozieri e i villaggi di Cuccuru Matt'e Masonis e Staineddu. All'epoca nuragica appartiene il pozzo sacro di Santa Rosa.
Nei secoli successivi la popolazione si concentrò in due borgate che diedero origine all'odierno abitato: Cellarium (nome con cui i Romani chiamavano un deposito di derrate agricole) e Palmas. Quest'ultimo scomparve durante il XIV secolo.

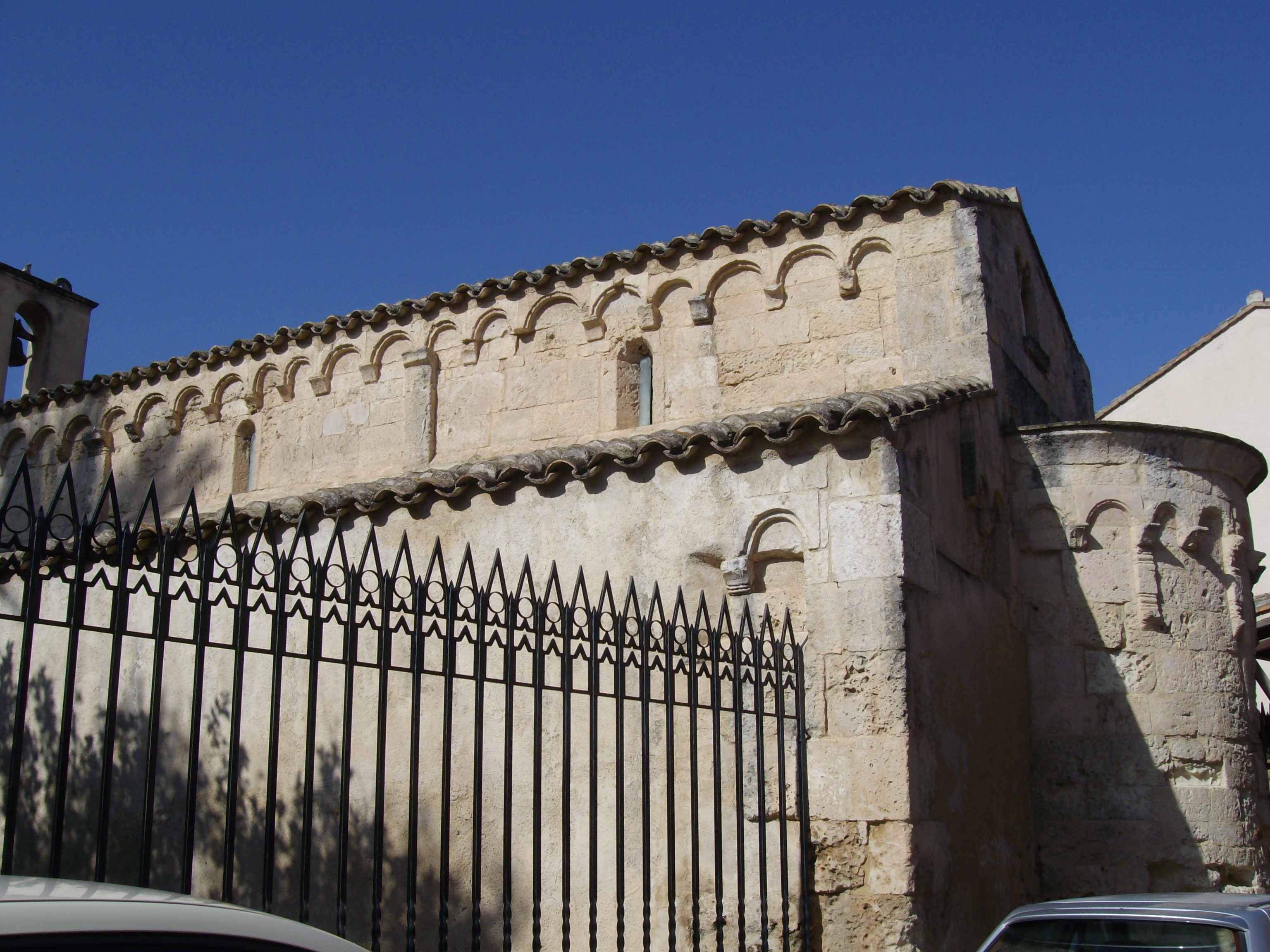
Chiesa di San Giuliano

Selargius fece parte del giudicato di Cagliari, nella curatoria del Campidano di Càlari, fino al 1258. Successivamente passò ai Pisani, agli Aragonesi e per brevi periodi agli Arborensi, durante le guerre che contrapposero il Giudicato di Arborea invasore e il Regno di Sardegna, parte della Corona d'Aragona. Nel 1366 Mariano IV d'Arborea costruì nei pressi di Selargius un campo fortificato per bloccare i rifornimenti verso Cagliari. 
Lo storico Carta Raspi nella sua "Storia della Sardegna" scrive: 
(Raimondo Carta Raspi, Storia di Sardegna, pag. 666)
La trincea o fossato è ancora visibile in uno stabile di via Rosselli con una vecchia arcata e piloni che affondano circa 3 metri sotto il piano stradale. La trincea formava un quadrato quasi perfetto di 4 ettari con lati di 200 m corrispondenti alla via Rosselli, la parte iniziale di via San Niccolò, un tratto di via Roma, dove il fossato corrispondeva con il letto del torrente, e la via Pisacane che terminava in una strettoia "uttureddu", non più esistente. Nel punto medio del tratto sulla via Roma si ergeva "Su Kuatteri" dotato di solide fondamenta per arginare le piene del torrente che, scendendo da nord, inondava tutta l'area e causò danni alle case e alle persone alla fine dell Ottocento.
Selargius nel 1324 fu data in feudo dal re d'Aragona Giacomo II il Giusto a Berengario Carroz e a sua moglie Teresa Gombau de Entença. Formatasi nel 1363 la contea di Quirra, sempre feudo dei Carroz, il paese vi fu incorporato. Trasformatasi la contea in Marchesato nel 1603 con i Centelles, fece parte di quest'ultimo e fu compreso nella baronia di San Michele. Dai Centelles passò agli Osorio de la Cueva, ai quali fu riscattato nel 1839 con la fine del sistema feudale.
Il comune di Selargius nel 1928, per virtù dei poteri conferiti al Governo dai Decreti del 1927 e 1928, con Quartucciu, Pirri e Monserrato, viene aggregato al comune di Cagliari, dal quale nel 1947 viene nuovamente separato.

### Simboli
Lo stemma e il gonfalone sono stati concessi con D.P.R. del 31 ottobre 1998.

## Monumenti e luoghi d'interesse

### Architetture religiose

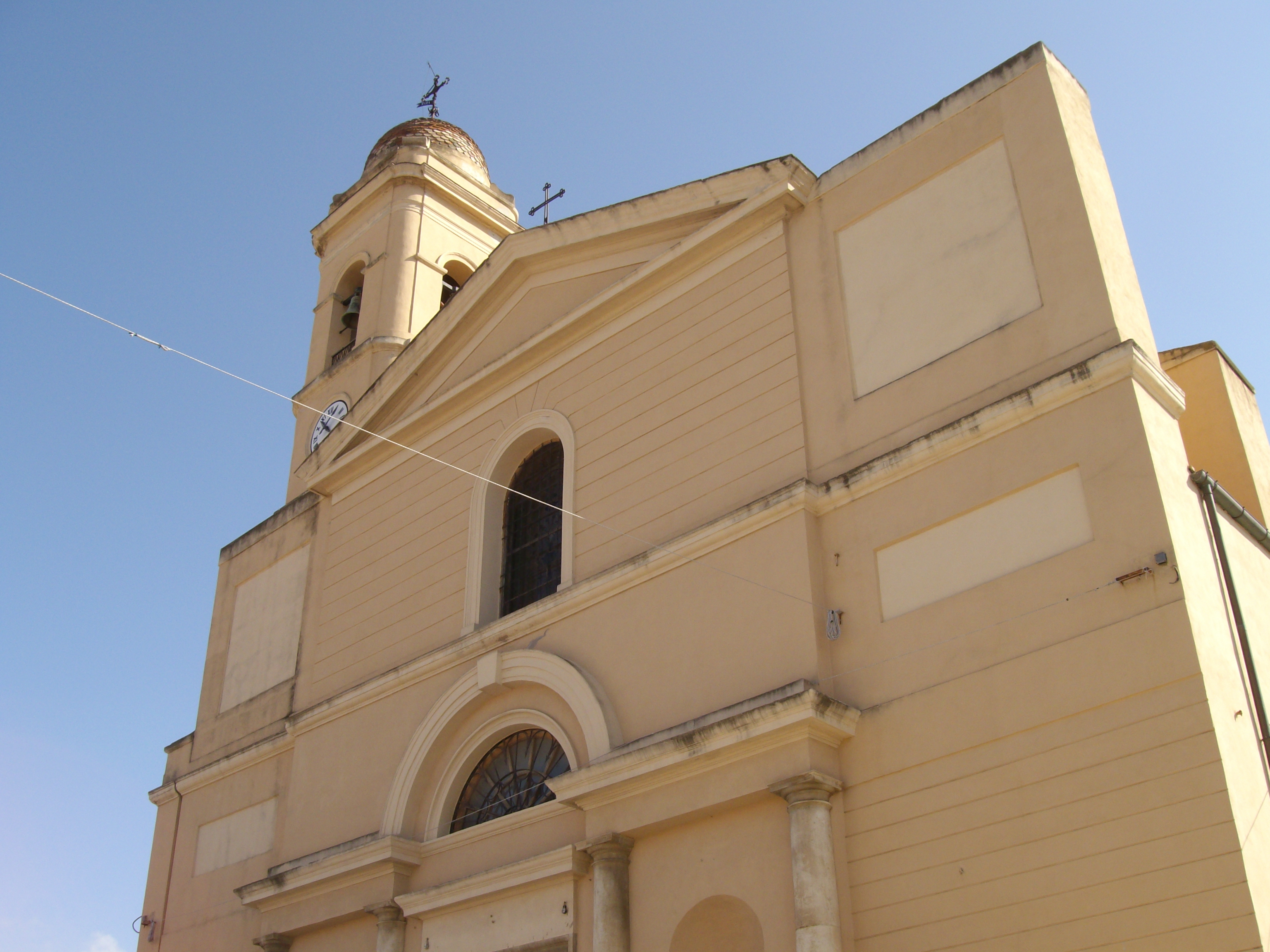
Chiesa della Vergine Assunta

Notevole dal punto di vista artistico è la chiesa di San Giuliano, risalente al XIII secolo, antica chiesa parrocchiale in stile romanico, situata in un suggestivo angolo del centro che sembra essere fermo nel tempo. A poca distanza, nella centralissima piazza omonima, si innalza l'attuale parrocchiale della Beata Vergine Assunta, risalente al XVI secolo, caratterizzata all'esterno dal prospetto neoclassico, da un alto campanile e da una cupola che sovrasta l'edificio. L'interno ospita diverse opere d'arte, tra cui l'imponente altare maggiore in marmi policromi.
Fuori dal centro storico, in un moderno quartiere residenziale al confine con l'abitato di Monserrato, si trova un altro piccolo gioiello dell'architettura romanica, la chiesetta di San Lussorio, risalente al Duecento e appartenente un tempo alla villa scomparsa di Palmas. Nella stessa zona sono stati effettuati scavi archeologici, che hanno dato alla luce vari reperti talvolta in discrete condizioni generali, svariati ritrovamenti di scheletri umani disposti in sepoltura sotto cupole di tegoli affiancati.

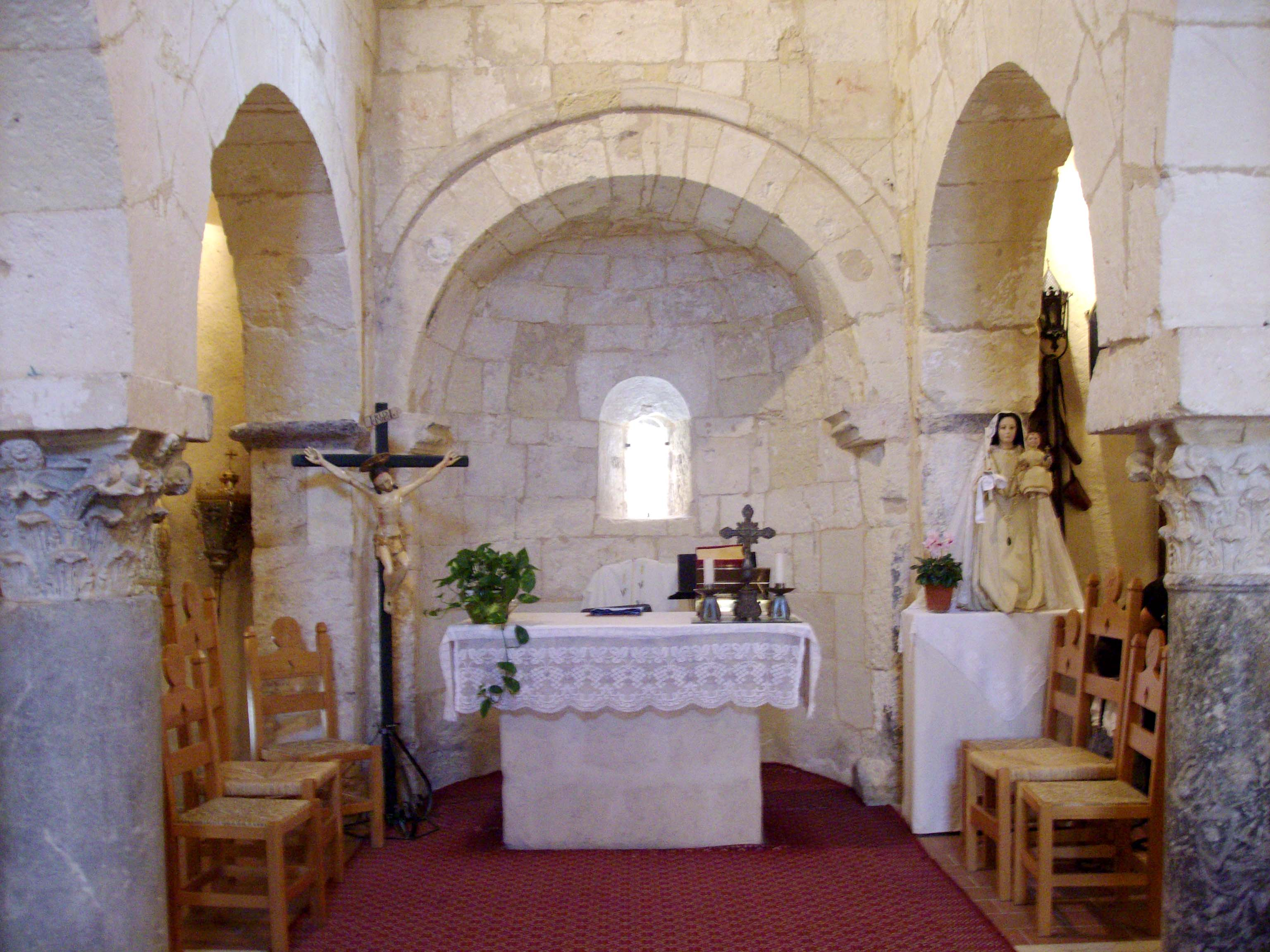
San Giuliano (interno)
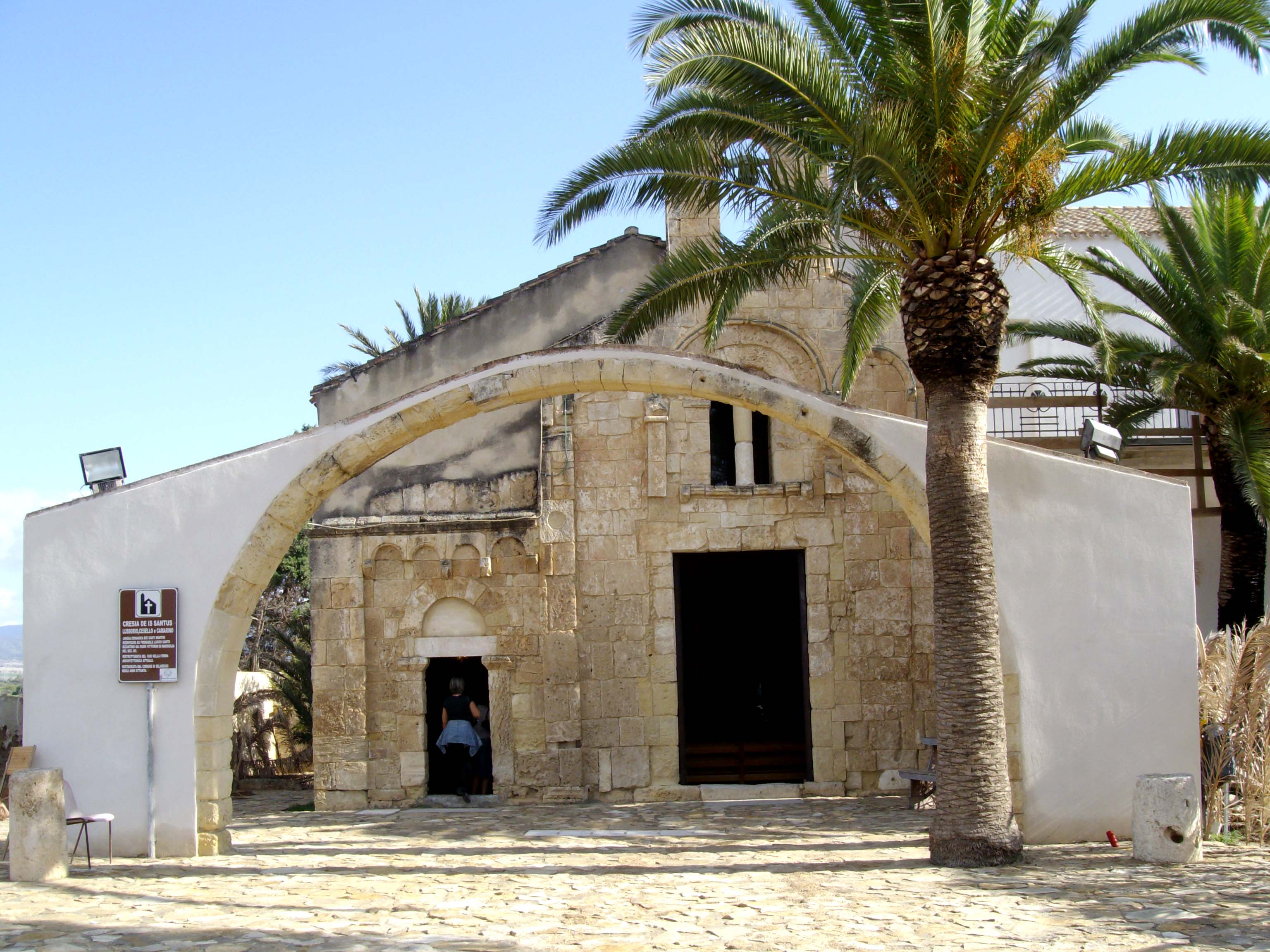
Chiesa di San Lussorio
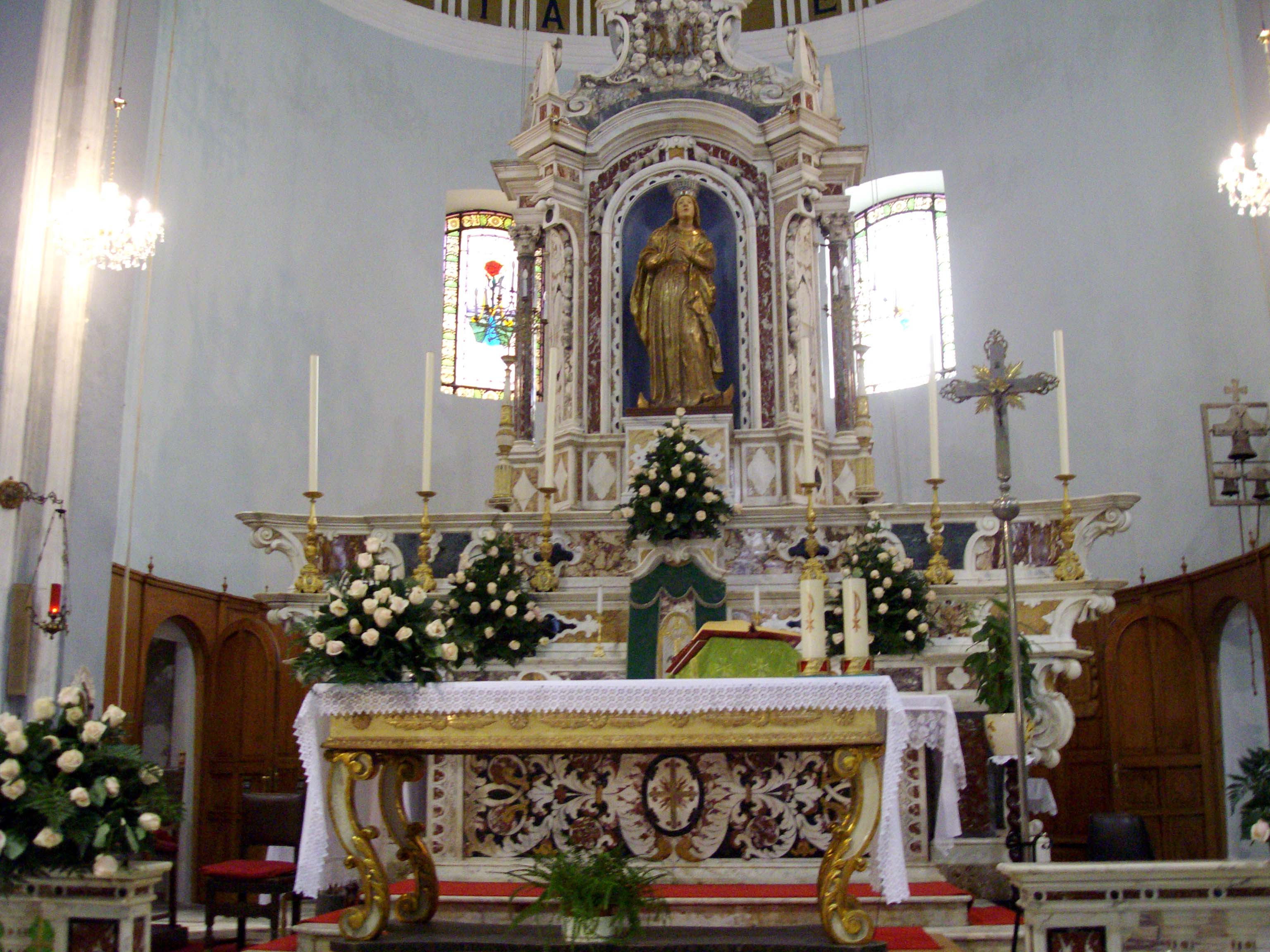
Chiesa di Maria Vergine Assunta (interno)

#### Sa Cruxi 'e marmuri

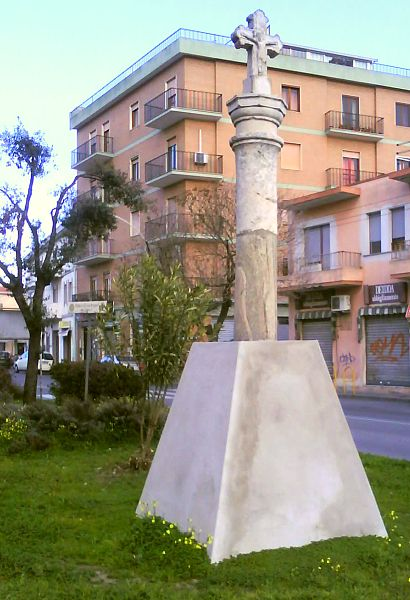
Cruxi de marmuri - Piazza Cellarium, Selargius

A pochi metri dal Municipio è situata una croce di marmo "sa cruxi 'e marmuri" eretta nel 1425, periodo di dominazione catalano-aragonese. La colonna ha il capitello gotico, i tre punti culminali della croce sono a forma trifogliata (trilobata a giglio). Le facciate della croce sono scolpite: da una parte è raffigurato il Cristo crocifisso e dall'altra un santo (non ancora identificato) con un bambino in braccio. All'estremità della stessa sono raffigurate tre rose in bassorilievo. Sul lato del crocifisso sono riportate:
| «AN 1425 + III |
| A V DE SETEM   |
| BRE ME A FET   |
| MESTRE IERO    |
| NIBU BARDR»    |

Che tradotto si legge: «L'anno 1425, indizione III al cinque di settembre, mi ha fatto maestro Gerolamo BARDR (Barder)».
Dall'altro lato del crocifisso, è scritto:
| «AN 1425 + III   |
| SIMONI CASTAI    |
| ANTONI MAJA OBR» |

Che significa: «Simone Castai, Antonio MAJA obrers (Obreri)» Capi di cufraria (Confraternite).
La croce era meta frequente di predicazione, ma anche luogo di esecuzioni capitali.

### Architetture civili
Il centro storico di Selargius ha conservato alcune testimonianze storiche di rilievo, come le superstiti case tipiche campidanesi, costruite con largo impiego del "làdiri", i mattoni di terra cruda, e caratterizzate dagli ampi portali, da cortili centrali, detti "pràtzas" e da loggiati coperti, detti "lòllas".

## Società

### Evoluzione demografica
Abitanti censiti

### Etnie e minoranze straniere
Al 31 dicembre 2019 la popolazione straniera ammontava a 598 persone, pari al 2,1% della popolazione.

### Lingue e dialetti
La variante del sardo parlata a Selargius è il campidanese comune.

## Cultura

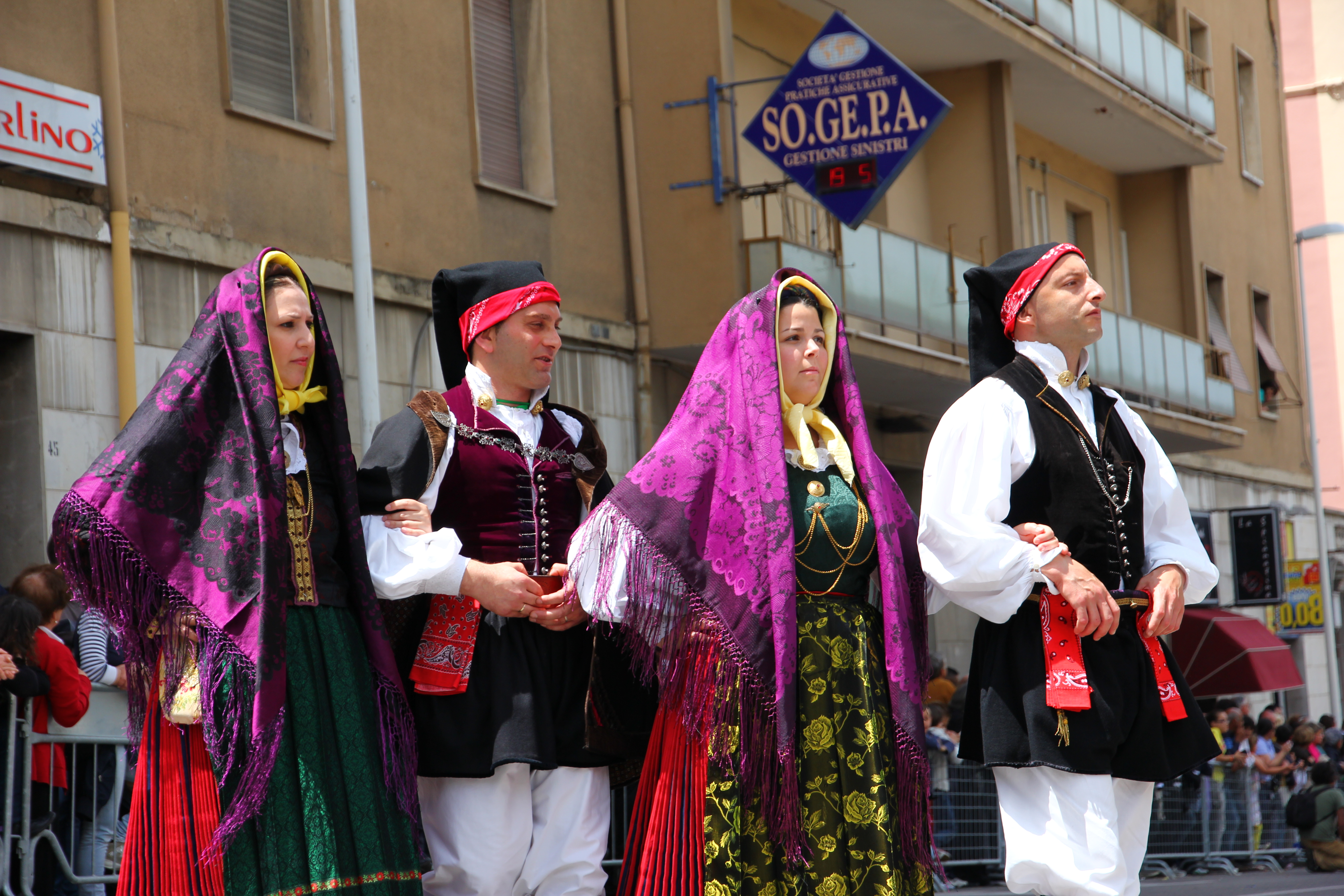
Abiti tradizionali di Selargius

### Eventi
La festività della Santa Patrona, Maria Vergine Assunta, è il 15 agosto, nonostante in tanti riconoscano come patrono San Lussorio, sollevando perplessità tra la popolazione. Non esistono in tal senso riconoscimenti civili ma solo religiosi. La festa di San Lussorio da qualche anno ricade nell'ultima decade di agosto.

#### Il matrimonio selargino
L'evento più importante e più sentito tra quelli che si tengono a Selargius è il "matrimonio selargino" o meglio detto "sa coja antiga". Questo particolare rito di nozze si svolge la seconda domenica di settembre: il giorno del matrimonio lo sposo, accompagnato da suonatori di launeddas e da ragazzi in abito tradizionale di ogni paese della Sardegna, si reca a prendere la sposa nella casa Ligas, in via Rosselli 59. Da qui ha inizio il corteo per le vie del paese sino ad arrivare alla chiesa dell'Assunta, dove la maggior parte della messa viene celebrata in sardo. Appena finita la celebrazione, gli sposi si recano nella chiesa di San Giuliano e vengono legati con sa cadena, dove faranno una promessa che potrà essere letta da loro e dai figli dopo il 25º anno di nozze. I festeggiamenti continuano sino alla notte.

## Infrastrutture e trasporti
A Selargius il trasporto pubblico di linea è svolto mediante autocorse CTM.
Dal 1893 al 1971 la località fu attraversata dalla tranvia extraurbana Cagliari-Monserrato-Quartu Sant'Elena, esercita dapprima con trazione a vapore e in seguito, incorporata nella rete tranviaria di Cagliari, con tram elettrici.

## Amministrazione
| Periodo          | Periodo          | Primo cittadino    | Partito                                                                                | Carica  | Note   |
| ---------------- | ---------------- | ------------------ | -------------------------------------------------------------------------------------- | ------- | ------ |
| 20 novembre 1994 | 29 novembre 1998 | Antonio Melis      | PSI                                                                                    | Sindaco | [ 18 ] |
| 29 novembre 1998 | 26 maggio 2002   | Ilario Contu       | FI, AN, liste civiche di centro                                                        | Sindaco | [ 19 ] |
| 26 maggio 2002   | 27 maggio 2007   | Mario Sau          | DS, DL, PRC, IdV, FdV, PdCI                                                            | Sindaco | [ 20 ] |
| 27 maggio 2007   | 10 giugno 2012   | Gian Franco Cappai | FI, UDC, AN, RS, Azione Sociale, Fortza Paris                                          | Sindaco | [ 21 ] |
| 10 giugno 2012   | 25 giugno 2017   | Gian Franco Cappai | PDL, RS, UDC, PSd'Az, La Destra                                                        | Sindaco | [ 22 ] |
| 25 giugno 2017   | 13 giugno 2022   | Pier Luigi Concu   | FI, RS, lista civica "Sardegna20Venti", UDC, lista civica "Anno zero", FdI-AN          | Sindaco | [ 23 ] |
| 13 giugno 2022   | in carica        | Pier Luigi Concu   | FI, RS, lista civica "Sardegna20Venti", UDC, lista civica "Prima Selargius", FdI, Lega | Sindaco | [ 24 ] |

## Sport

### Calcio
La società calcistiche del comune sono numerose, tutte militanti nei campionati dilettantistici: il Selargius Calcio (che milita in Eccellenza sarda), l'Orione 96 e l'Atletico Su Planu (i quali militano in Prima Categoria), e il Selargius 91 (militante in Seconda Categoria).
Nel settore giovanile sono presenti invece l' A.S.D Selargius, l' A.S.D Sporting Selargius,  gli stessi Selargius 91 e Orione 96, l'Atletico Selargius, il Don Orione, il Su Planu e la Futura Sales.

### Calcio a 5
Il "Paolo Agus calcio a 5" gareggia nel campionato di serie B, ottenuto dopo la vittoria del campionato di serie C1 nella stagione 2010/2011.

### Basket
La squadra più rappresentativa è il Basket San Salvatore, fondato nel 1976. Nel 2012-2013, ha presentato una formazione maschile alla Serie C regionale e una femminile in Serie A2, nella quale ha militato la famosa comica e presentatrice Geppi Cucciari.
L'altra squadra del comune è il SuPlanu Baskeball, che vanta una squadra in Serie A2

### Pallavolo
È il Selargius 85 femminile la squadra con il miglior blasone: dopo diversi anni nella categoria nazionale, le ragazze selargine hanno disputato il campionato di serie C regionale. Il 16 maggio 2012 ottenne la promozione in serie B2.

### Atletica leggera
Due le società attive a Selargius per l'atletica leggera: sono la Libertas Campidano e l'Atletica Selargius.

### Ginnastica artistica
È presente l'associazione sportiva dilettantistica Orione.